# Łyżworolki

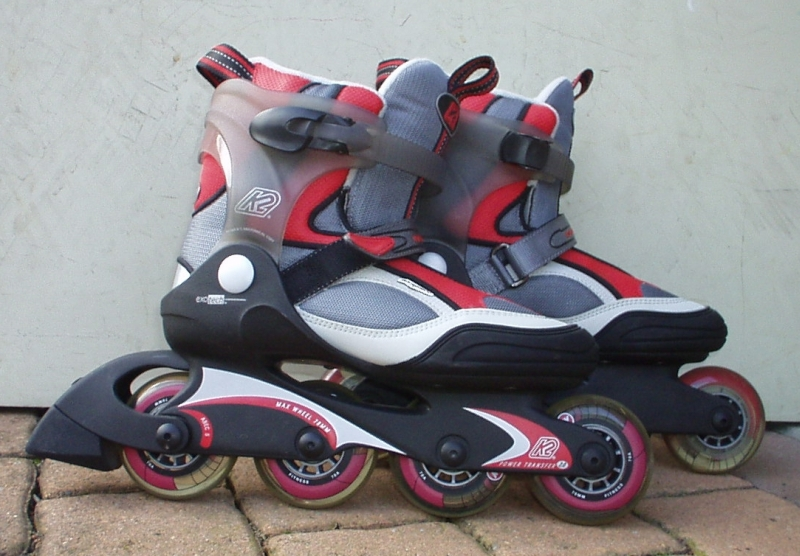
Para łyżworolek

Łyżworolki (wrotki jednośladowe) – sprzęt sportowy i rekreacyjny mający postać kółek mocowanych do butów w sposób trwały w jednym rzędzie, analogicznie do płozy w łyżwach (stąd nazwa).

## Historia
Koncepcja umieszczania kółek pod butami sięga co najmniej początku XVIII wieku. Od początku były to próby imitacji jazdy na łyżwach w warunkach braku lodu, do celów rekreacyjnych bądź przedstawień teatralnych. Kolejne modele nie zdobywały jednak szerszej popularności ze względu na trudności z hamowaniem i skręcaniem. 
Dopiero w 1863 roku James Plimpton z Medford w stanie Massachusetts odszedł od jednośladowości, projektując dwie pary równoległych kółek na wózkach przymocowywanych do buta, czyli pierwsze wrotki. Nowość błyskawicznie dotarła do Europy, robiąc wielką furorę. Odtąd aż do lat 80. XX wieku łyżworolki istniały w cieniu wrotek.
Wszystkie opisywane dotychczas łyżworolki posiadały drewniane kółka. Sporą zmianę przyniosło dopiero wprowadzenie poliuretanu w 1979 roku, dzięki czemu kółka stały się odporniejsze na ścieranie. 
Współczesne łyżworolki narodziły się w latach 80. XX wieku. Początkowo były promowane jako sposób dla hokeistów na trenowanie jazdy latem, jednak szybko spopularyzowały się wśród młodzieży.

## Korzystanie z dróg w Polsce
Od 20 maja 2021 korzystanie z łyżworolek w Polsce jest uregulowane przez ustawę Prawo o ruchu drogowym. Łyżworolki zalicza się do typu urządzeń wspomagających ruch (UWR). Osoba poruszająca się na łyżworolkach jest obowiązana korzystać z chodnika, drogi dla pieszych lub drogi dla rowerów, poruszając się na drodze dla rowerów obowiązuje ruch prawostronny. Korzystając z chodnika albo drogi dla pieszych, jest obowiązana poruszać się z prędkością zbliżoną do prędkości pieszego, zachować szczególną ostrożność, ustępować pierwszeństwa pieszemu oraz nie utrudniać jego ruchu.
Osoba poruszająca się po drogach i chodnikach jest obowiązana:
- poruszać się z prędkością zapewniającą panowanie nad tym urządzeniem, z uwzględnieniem warunków, w jakich ruch się odbywa;
- przy wymijaniu zachować bezpieczny odstęp od wymijanego pojazdu lub uczestnika ruchu;
- przy omijaniu zachować bezpieczny odstęp od omijanego pojazdu, uczestnika ruchu lub przeszkody;
- przed wyprzedzaniem upewnić się, czy ma dostateczne miejsce do wyprzedzania bez utrudnienia komukolwiek ruchu;
- zbliżając się do przejścia dla pieszych, zachować szczególną ostrożność i ustąpić pierwszeństwa pieszemu znajdującemu się na przejściu.

Ponadto Kodeks drogowy zabrania użytkownikom UWR:
- poruszania się w stanie nietrzeźwości, w stanie po użyciu alkoholu lub środka działającego podobnie do alkoholu;
- przewożenia innej osoby, zwierzęcia lub ładunku;
- ciągnięcia pojazdu lub ładunku;
- czepiania się pojazdów;
- poruszania się tyłem[5].

Rodzaje łyżworolek
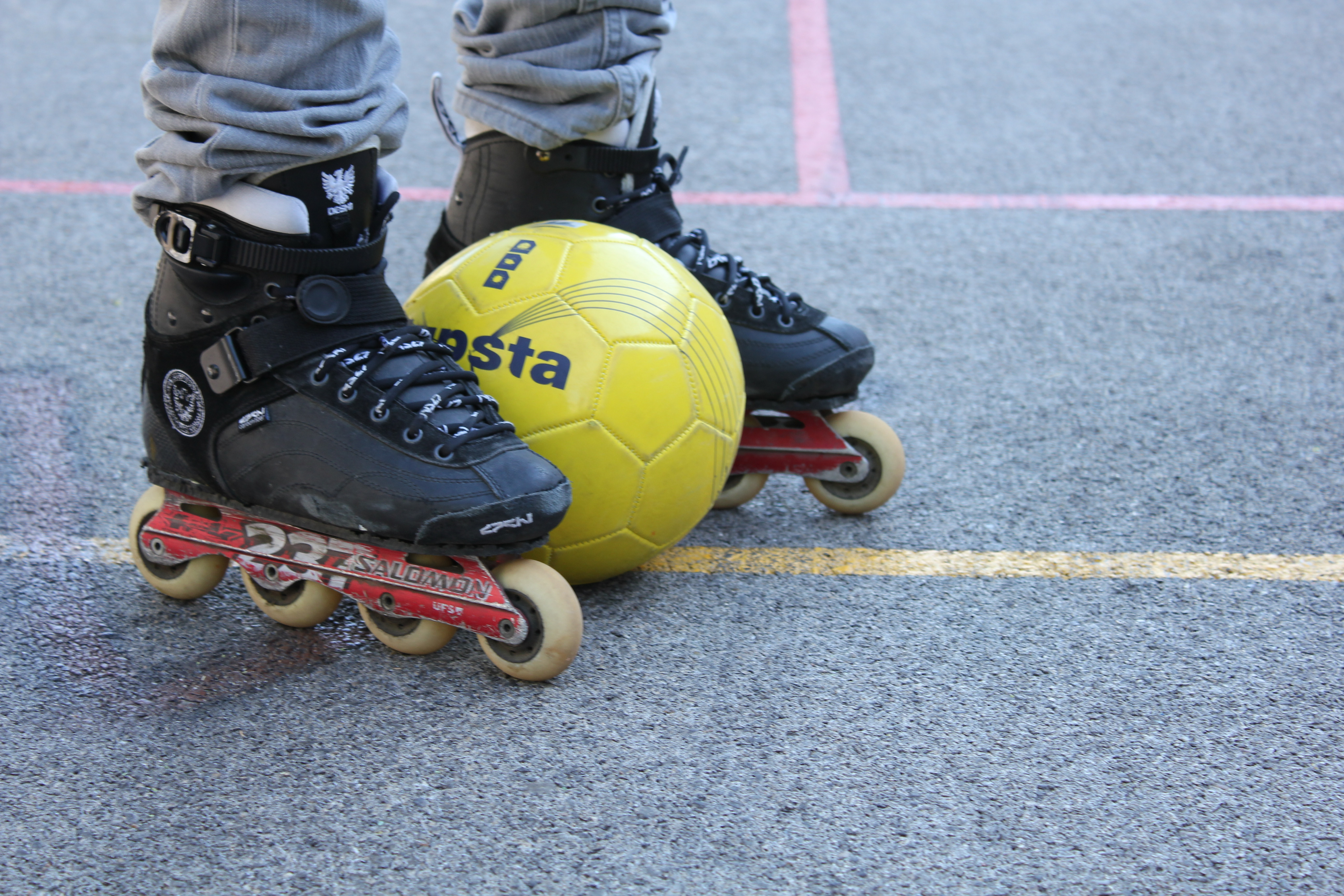
Łyżworolki do gry w piłkę
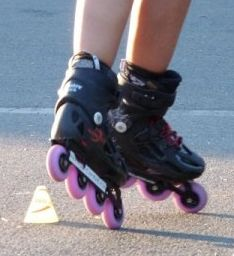
Łyżworolki do freestyle'u
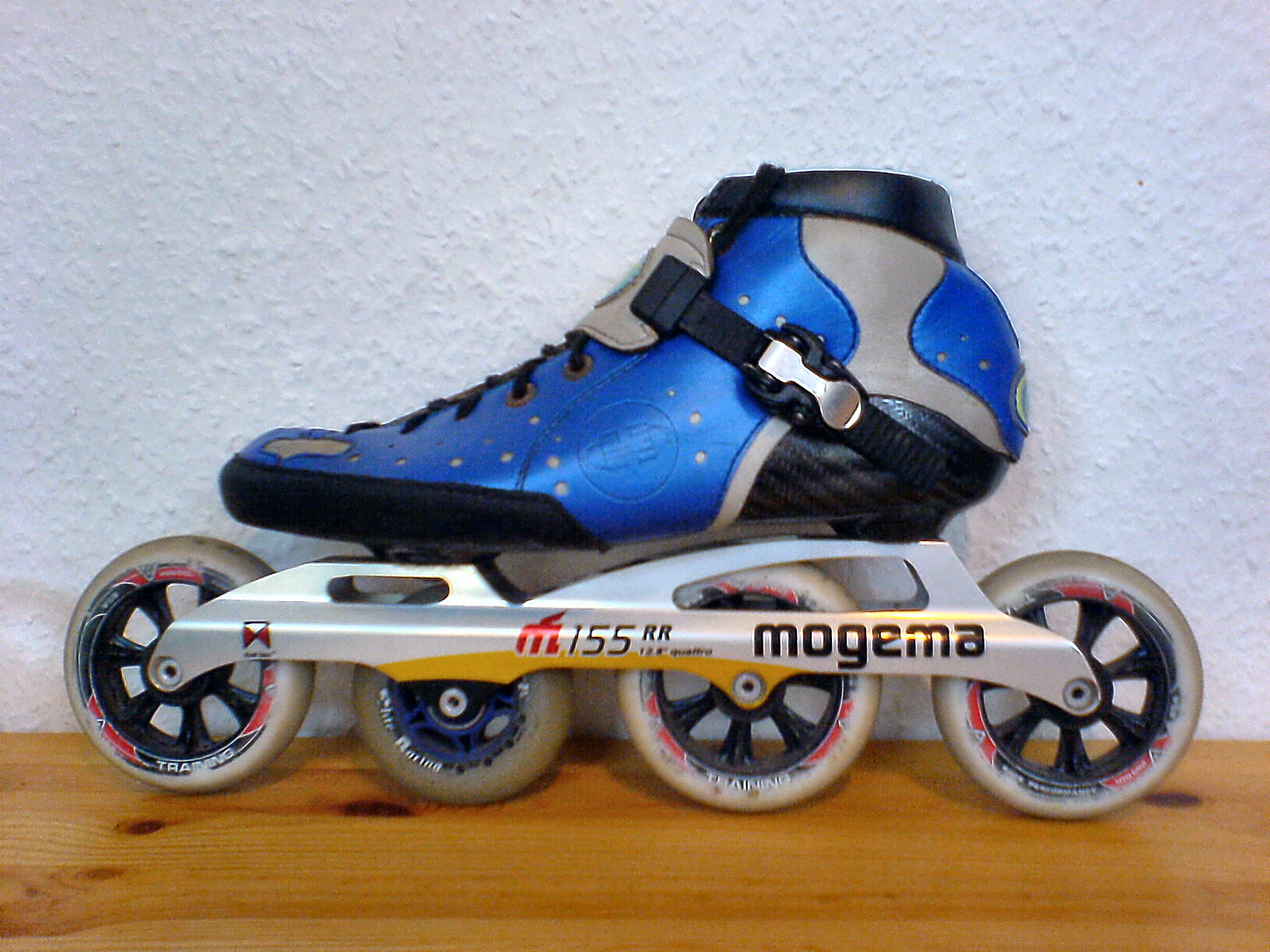
Łyżworolki do jazdy szybkiej
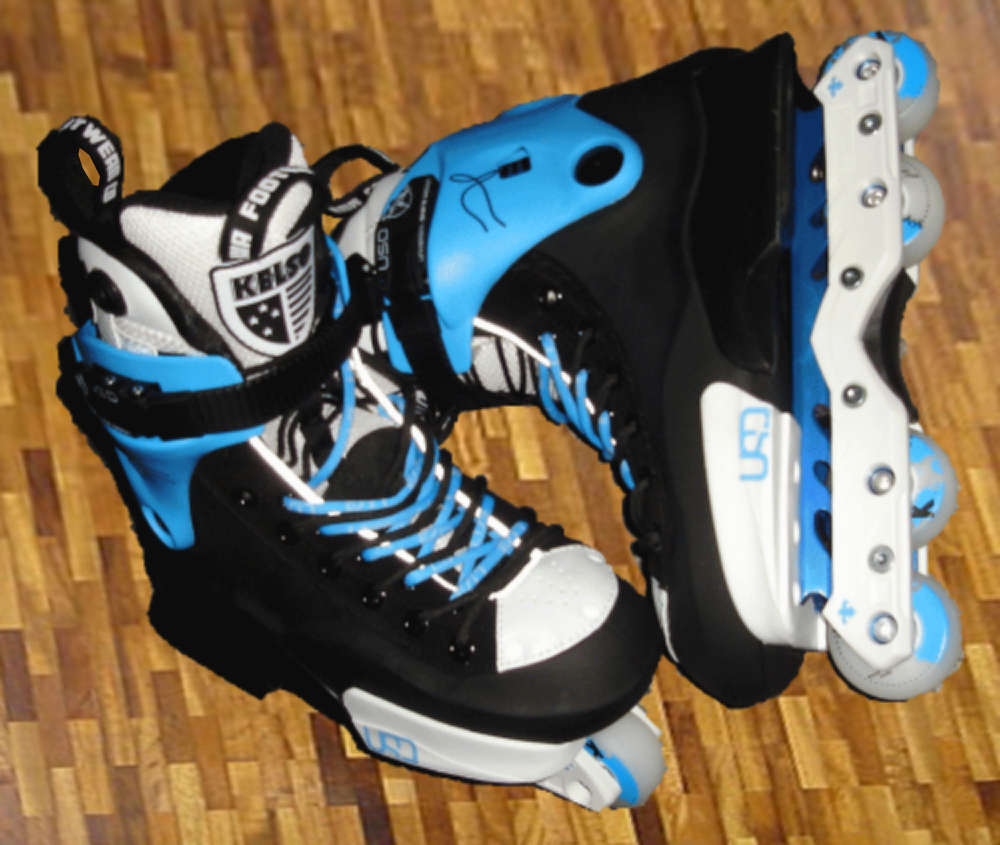
Łyżworolki do jazdy agresywnej
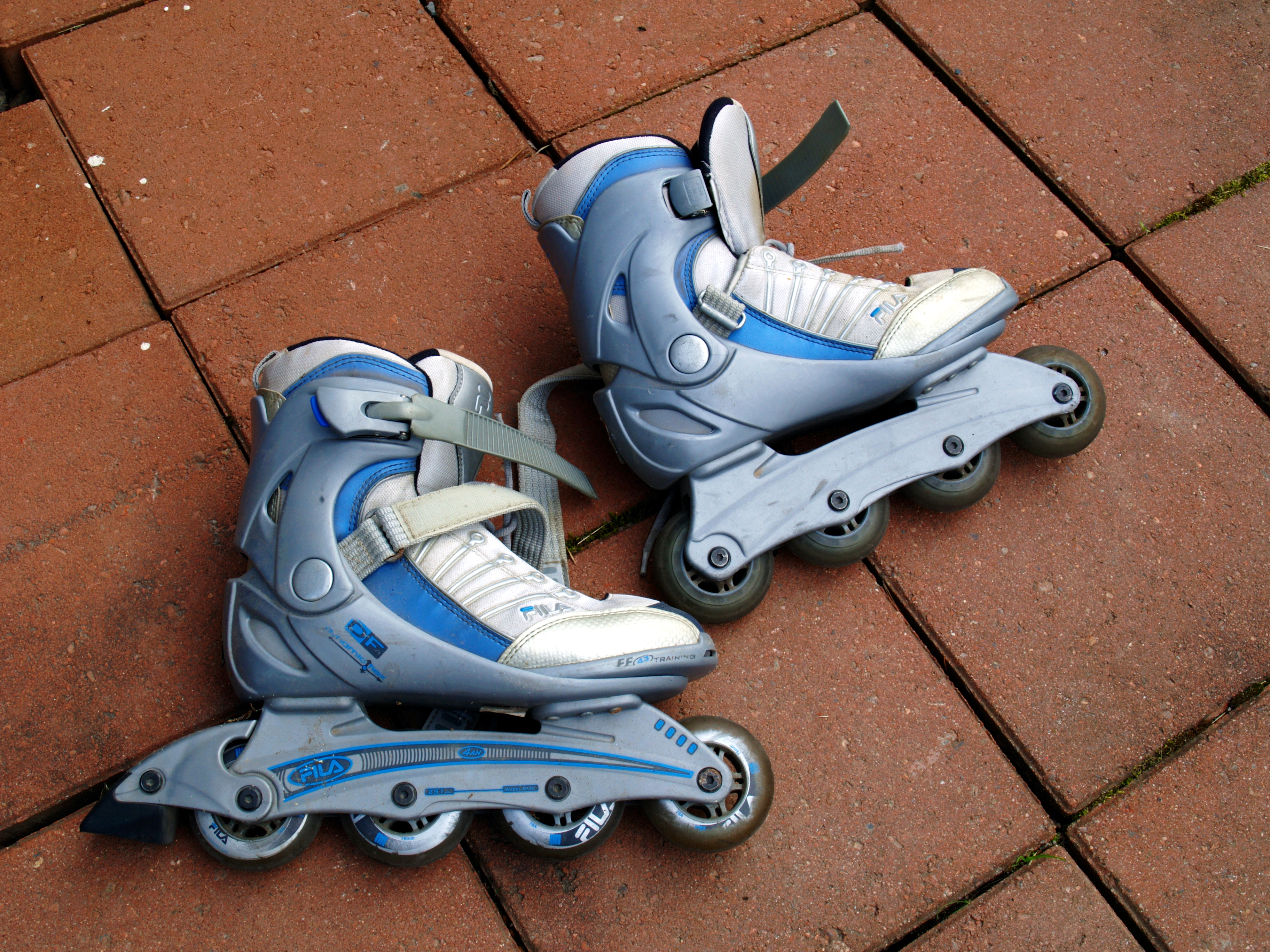